# القلیعه (ریف دمشق)
القلیعه (به عربی: القلیعة) یک منطقهٔ مسکونی در سوریه است که در استان ریف دمشق واقع شده‌است. القلیعه ۵۳۳ نفر جمعیت دارد.